# それでは、また明日
「それでは、また明日」（それでは、またあした）とは、日本のバンド、ASIAN KUNG-FU GENERATIONの楽曲で、18枚目のシングルである。2012年7月25日に発売（発売元はKi/oon Music）。

## 概要
- 前作「踵で愛を打ち鳴らせ」より3か月半ぶりのシングル作品。
- 表題曲「それでは、また明日」はアニメ映画『劇場版NARUTO-ナルト-　ROAD TO NINJA-ロード・トゥ・ニンジャ』の主題歌。[2]ASIAN KUNG-FU GENERATIONが『NARUTO』作品に関わるのは「遥か彼方」以来9年ぶりで、このタイアップは同アニメ原作者である岸本斉史の推薦により実現した。[2][3]
- カップリング曲「冷蔵庫のろくでもないジョーク」は伊地知潔が初めて作曲に関わった。仮タイトルは「キヨシの暴れロック」で、歌詞カードの頭文字を並べると「キヨシの暴れロック」になっている。
- オリコンでは初登場11位。「サイレン」から15作連続で続いたTop10入りはここで途切れた。

## 収録曲
全作詞：後藤正文、編曲：ASIAN KUNG-FU GENERATION
1. それでは、また明日 （作曲：後藤正文、山田貴洋）
2. 冷蔵庫のろくでもないジョーク （作曲：後藤正文、伊地知潔）

## 収録アルバム
- ランドマーク(#1)
- フィードバックファイル 2 (#2)
- BEST HIT AKG 2(#1、アルバムバージョンで収録)